# Frontera entre Àustria i Eslovènia
La frontera entre Àustria i Eslovènia es la frontera internacional terrestre i marítima entre Eslovènia i Àustria, estats integrats a la Unió Europea i a l'espai Schengen. Separa els "länder" austríacs de Burgenland, Estíria i Caríntia, de les regions eslovenes de l'Alta Carniola (Gorenjska), Baixa Estíria, Podravska, Pomurska i Savinjska.

## Traçat
Aquesta frontera és global d'est a oest i mesura i fa 299 kilòmetres o 330 segons les autoritats eslovenes. El seu recorregut és essencialment muntanyós a través dels Alps.

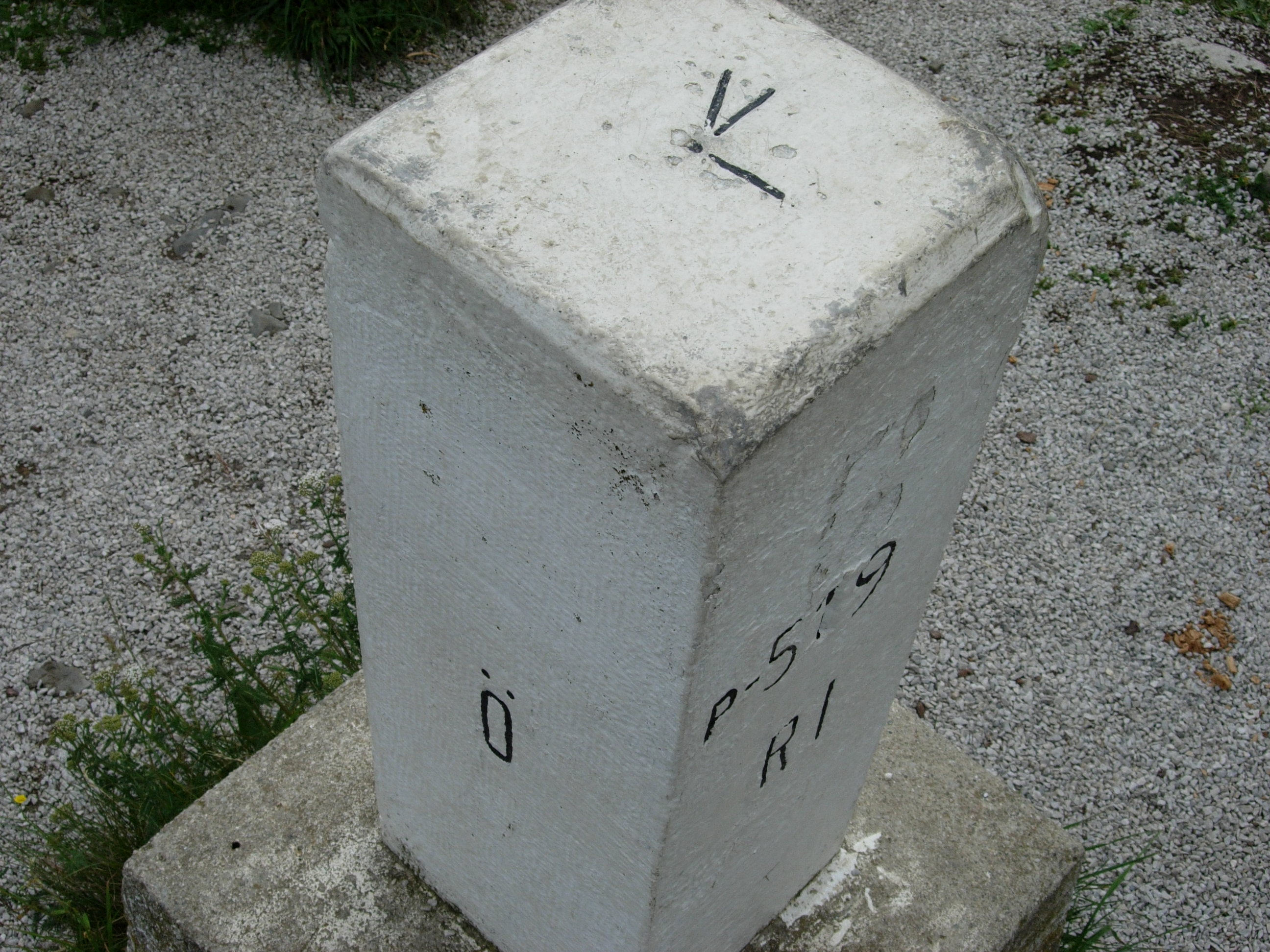
Marca fronterera del trifini Àustria-Itàlia-Eslovénia, fotografiada des dÀustria.

Al seu extrem occidental, la frontera comença al trifini entre Àustria, Itàlia i Eslovènia (46° 31′ 23″ N, 13° 42′ 51″ E / 46.52306°N,13.71417°E). A la vora hi ha el Monte Forno, als Alps de Caríntia i Eslovènia. La frontera entre Àustria i Itàlia segueix a l'oest, mentre que la d'Itàlia i Eslovènia segueix al sud. La intersecció de les tres fronteres té lloc a la part superior de l'Ofen, a una altitud aproximada de 1500 m. És un dels llocs de trobada entre l'Europa germànica, llatina i eslava.

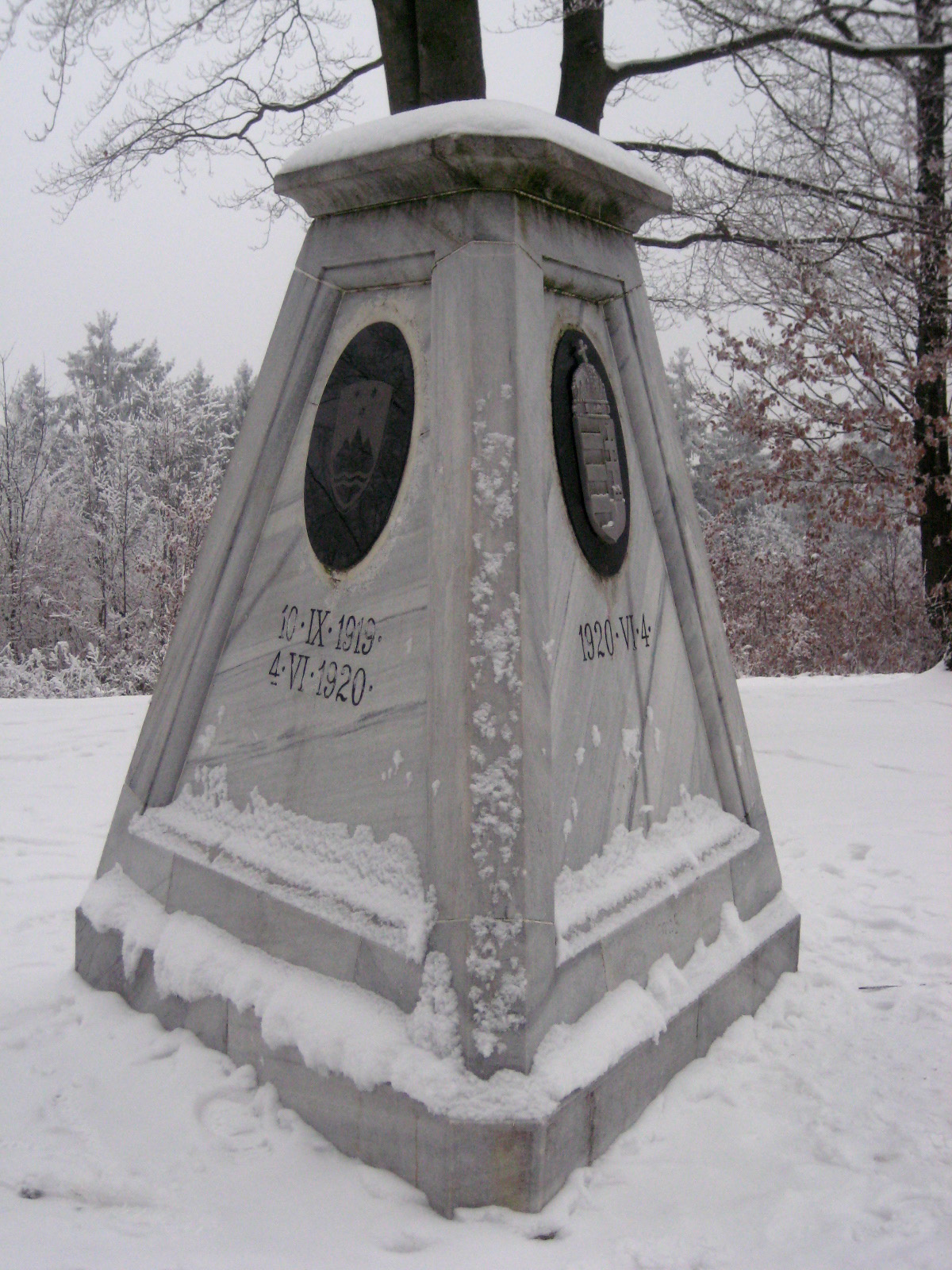
Monument al trifini entre Àustria, Eslovènia i Hongria, al'extrem est de la frontera

Les viles i pobles al voltant del trifini són Arnoldstein a la Caríntia austríaca, Tarvisio a la regió italiana de Friül - Venècia Júlia i Rateče (municipi de Kranjska Gora) a la part eslovena. A la part austríaca s'hi ha erigit un monument triangular per commemorar la intersecció de fronteres.
Al seu extrem oriental, la frontera acaba al trifini entre Àustria, Hongria i Eslovènia (46° 52′ 09″ N, 16° 06′ 48″ E / 46.86917°N,16.11333°E). La frontera entre Àustria i Hongria segueix al nord-est mentre que la frontera entre Hongria i Eslovènia ho fa al sud-est. Les viles i pobles al voltant del trifini són Trdkova (municipi de Kuzma) a Eslovènia, Felsőszölnök a Hongria i Tauka (municipi de Minihof-Liebau, districte de Jennersdorf) a Àustria.
A poca distància del trifini, es commemora la intersecció de les fronteres amb un monument. Amb forma de forma tetràedre truncat, a cada costat porta l'escut d'armes dels tres països. La part austríaca també porta l'esmena « 10•IX•1919 », pel 10 de setembre de 1919, data de signatura del Tractat de Saint-Germain-en-Laye. La cara hongaresa porta « 4•VI•1920 », pel 4 de juny de 1920, signatura del tractat de Trianon. La cara eslovena esmena les dues dates
El trifini és accessible al costat àustro-eslové des de la ruta binacional: la frontera entre els dos països passa al mig d'aquest camí.

## Història
Abans de la Primera Guerra Mundial el territori de l'actual Eslovènia forma part d'Àustria-Hongria. El final del conflicte es tradueix en la integració del territori eslovè al Regne dels Serbis, Croats i Eslovens. La frontera entre el regne i Àustria es va establir pel tractat de Saint-Germain-en-Laye (1919). El cas de ducat de Caríntia, regió fronterera poblada d'alemanys i eslovens es va regular pel plebiscit de Caríntia de 10 d'octubre de 1920 que decideix la seva adhesió a Àustria. Part d'aquesta regió s'adjunta automàticament a Eslovènia al final de la guerra, ara forma la Baixa Caríntia.
Després de l'Anschluss el 1938, la delimitació es converteix en la frontera entre el regne de Iugoslàvia i el Tercer Reich abans del desmembrament del regne després de la seva invasió per part de les forces de les potències de l'Eix en 1941. El Tercer Reich ocupa llavors el nord d'Eslovènia i planeja annexar algunes zones frontereres, en les que els habitants van ser expulsats i substituïts pels colons alemanys.
Després de la Segona Guerra Mundial i durant la Guerra Freda, la frontera marca una part del teló d'acer que separa el bloc occidental del bloc oriental. Malgrat les intencions de Iugoslàvia a la Caríntia, una regió fronterera austríaca poblada amb una minoria eslovena, els aliats decidiren el manteniment de la integritat territorial d'Àustria com era abans de 1938 i confirmar la demarcació de la frontera pel Tractat de l'Estat Austríac de 1955.
En 1991, Eslovènia va declarar la seva independència, i fou seguida d'una  guerra d'independència de deu dies (27 de juny-juliol) entre les forces d'Eslovènia i l'Exèrcit Popular Iugoslau (JNA). Els llocs fronterers que separen Eslovènia de l'estranger són una de les parts del conflicte. A partir del 25 de juny, els eslovens les asseguren per evitar que Eslovènia quedi aïllada. En els primers dies de la guerra, el JNA va aconseguir prendre la majoria dels passos de frontera amb Àustria, però cap al final del conflicte es va replegar, el que permet als eslovens a recuperar el control. Àustria va reconèixer la independència eslovena i el traçat de la frontera no fou pas qüestionat.
Des de l'adhesió d'Eslovènia a la zona Schengen el 21 de desembre 2007, els controls de frontera s'han aixecat. El dimarts 28 d'octubre de 2015, Àustria anuncia que vol construir una barrera d'uns 4 km per aturar l'arribada dels refugiats.